# Carl Decaluwé
Carl Jozef Alix Decaluwé (Kortrijk, 18 september 1960) is sinds 1 februari 2012 gouverneur van de Belgische provincie West-Vlaanderen in opvolging van Paul Breyne. Voorheen was hij politicus voor CD&V.

## Levensloop
Na een licentie economische aardrijkskunde aan de Rijksuniversiteit Gent, een diploma dat hij in 1982 behaalde, was hij van 1984 tot 1985 coördinator bij de dienst Landbouw en Volksgezondheid van de stad Kortrijk en vervolgens werkte hij van 1985 tot 1986 in het Europees Parlement, als medewerker van Europarlementslid Raphaël Chanterie. Van 1986 tot 1995 was hij stafmedewerker op de studiedienst van de christelijke arbeidersbeweging ACW. Gedurende zijn studententijd was hij actief bij het Katholiek Vlaams Hoogstudentenverbond.
Na de eerste rechtstreekse verkiezingen voor het Vlaams Parlement van 21 mei 1995 volgde hij begin juli 1995 Vlaams minister Luc Martens op als Vlaams volksvertegenwoordiger voor de kieskring Kortrijk-Roeselare-Tielt. Ook na de volgende Vlaamse verkiezingen van 13 juni 1999, 13 juni 2004 en 7 juni 2009  bleef hij Vlaams volksvertegenwoordiger.  Van juli 2004 tot juni 2009 en van juli 2009 tot eind januari 2012 maakte hij als tweede respectievelijk eerste ondervoorzitter deel uit van het Bureau (dagelijks bestuur) van het Vlaams Parlement. Sinds 27 februari 2012 mag hij zich ereondervoorzitter van het Vlaams Parlement noemen. Die eretitel werd hem toegekend door het Bureau van deze assemblee. Als Vlaams Parlementslid zetelde Decaluwé van 1995 tot 1999 in de commissie Ruimtelijke Ordening, Openbare Werken en Vervoer en van 1995 tot 1998 in de commissie Financiën en Begroting, was hij van 1995 tot 1999 secretaris van de commissie Mediabeleid en maakte hij van 1999 tot 2004 deel uit van de commissies Cultuur, Media en Sport en Openbare Werken, Mobiliteit en Energie. In de legislatuur 2004-2009 was Decaluwé van 2004 tot 2009 lid van de commissie Cultuur, Jeugd, Sport en Media, van 2006 tot 2007 lid van de commissie Openbare Werken, Mobiliteit en Energie en van 2007 tot 2009 lid van de commissie Wonen, Stedelijk Beleid, Inburgering en Gelijke Kansen. Ten slotte had hij van 2009 tot 2012 zitting in de commissies Cultuur, Jeugd, Sport en Media en Woonbeleid, Stedelijk Beleid en Energie.
Hij volgde in het Vlaams Parlement dossiers op rond sociale huisvesting. Hij was bestuurder bij Domus Flandria, een inhaalprogramma rond sociale woningen begin de jaren 90. Voor zijn partij CD&V was hij woordvoerder Media en Energie. Hij verwierf reputatie als stevig debater betreffende de media, waarbij hij jarenlang het beleid van toenmalig VRT-baas Tony Mary onder vuur nam. In de aanloop naar de wetgevende verkiezingen van juni 2009 kreeg hij sterke quoteringen in alle kranten voor zijn gepresteerde parlementaire werk van de voorbije vijf jaar. 
Tussen juli en oktober 1999 werd hij daarenboven gedurende enkele maanden door het Vlaams Parlement aangewezen als gemeenschapssenator in de Senaat. Hij had er zitting in de commissie Financiën en Economische Aangelegenheden.
Hij zetelde tevens van 2001 tot 2012 in de gemeenteraad van Kortrijk. Ook was hij van 1989 tot 2000 lid van de raad van bestuur en van 1995 tot 2000 ondervoorzitter van de Vlaamse Huisvestingsmaatschappij.
In opvolging van Paul Breyne werd Decaluwé op 1 februari 2012 benoemd tot gouverneur van West-Vlaanderen. In het Vlaams Parlement werd hij opgevolgd door Els Kindt. 
In zijn ambt is hij onder meer 
- voorzitter van de Provinciale Commissie voor de voorkoming van misdadigheid;
- voorzitter van de Provinciale Visserijcommissie;
- voorzitter van het Provinciaal Veiligheidsoverleg;
- voorzitter van het Vlaams Instituut voor de Zee (VLIZ) vzw;
- voorzitter van het West-Vlaams Opleidingscentrum voor Brandweer-, Reddings- en Ambulancediensten (WOBRA) vzw;
- bestuurder van het Europacollege;
- lid van het bestuurscomité van de Katholieke Universiteit Leuven Kulak (Kulak),
- voorzitter van het Comité West-Vlaanderen voor de Bevordering van de Arbeid;
- voorzitter van het bestuurscomité van het Fonds Oncologie in Kortrijk;
- Vlaams Coördinator voor de Grensoverschrijdende Samenwerking van de Provincie West-Vlaanderen met Noord-Frankrijk;
- voorzitter van het Overlegorgaan Kustwacht;
- voorzitter van het West-Vlaams Facilitair Instituut voor Veiligheidsdiensten vzw;
- voorzitter van de West-Vlaamse Politieschool vzw.

Carl Decaluwé heeft als belangstelling en hobby alles wat met zee en scheepvaart heeft te maken.
Decaluwé is getrouwd en heeft twee zonen.

## Publicaties
- Bissegem, landelijk leven en hoevengids (samen met Bert Dewilde), 1986.
- Marke, landelijk leven  en hoevengids (samen met P. Bonquet), 1986.
- Live or let die. Is er nog een toekomst voor de VRT?, 2010.
- De raid op Zeebrugge - 23 april 1918, door de ogen van kapitein Alfred Carpenter, VC (samen met Tomas Termote), 2015.